# Arbitru (fotbal)

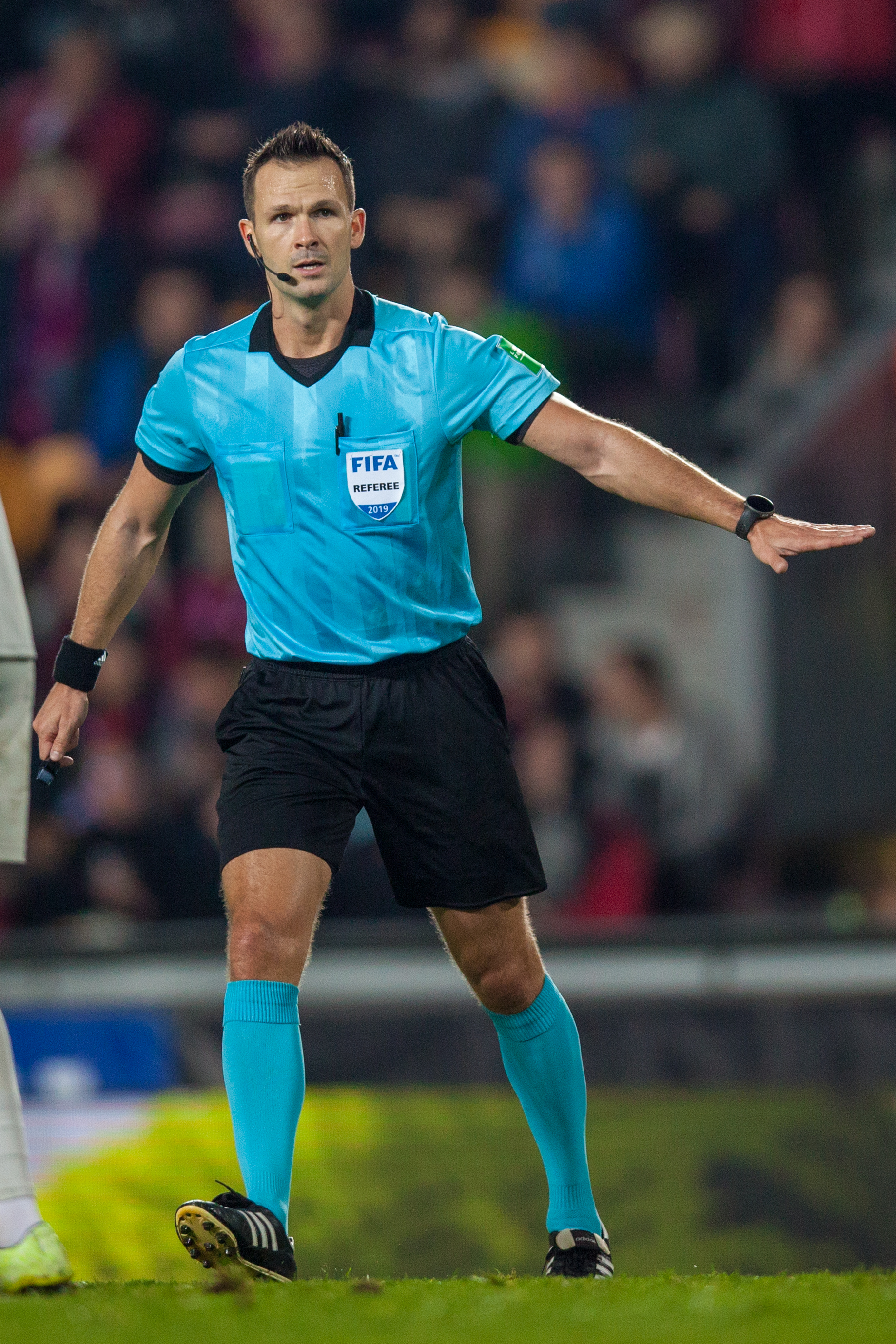
Un arbitru ce oficiază o partidă de fotbal.

În jocul de fotbal, arbitrul este persoana responsabilă de interpretarea și aplicarea Legilor Jocului în timpul unui meci. Arbitrul este autoritatea finală de decizie cu privire la toate faptele legate de joc și este oficialul de meci cu autoritatea de a începe și de a opri jocul și de a impune măsuri disciplinare împotriva jucătorilor și antrenorilor în timpul unui meci.
La majoritatea nivelurilor de joc, arbitrul este ajutat de doi arbitri asistenți (cunoscuți anterior sub numele de tușieri), care îl sfătuiesc pe arbitru dacă mingea părăsește suprafața de joc și orice încălcări ale regulilor de joc care au loc în afara vederii arbitrului. Decizia finală cu privire la orice decizie de fapt aparține arbitrului, care are autoritatea de a trece peste un arbitru asistent. La niveluri superioare de joc, arbitrul poate fi asistat și de un al patrulea oficial (care supraveghează zonele tehnice ale echipelor și îl asistă pe arbitru în sarcinile administrative) și, la cele mai înalte niveluri, de arbitri asistenți adiționali și/sau arbitri asistenți video. Arbitrii și ceilalți oficiali de joc sunt autorizați și instruiți de organizațiile naționale membre.

## Competențe și atribuții
Competențele și atribuțiile arbitrului sunt descrise de Legea 5 din Legile Jocului. Arbitrul:
În general
- aplică legile jocului
- controlează meciul în colaborare cu ceilalți oficiali de meci
- acționează ca cronometrist, ține o evidență a meciului și furnizează autorităților competente un raport al meciului, inclusiv informații privind acțiunile disciplinare și orice alte incidente care au avut loc înainte, în timpul sau după meci
- supraveghează și/sau indică reluarea jocului

Avantaj
- permite continuarea jocului atunci când are loc o infracțiune și echipa care nu a comis-o va beneficia de avantaj, și sancționează infracțiunea dacă avantajul anticipat nu se produce în acel moment sau în câteva secunde

Acțiuni disciplinare
- sancționează infracțiunea cea mai gravă, în ceea ce privește sancțiunea, reînceperea, severitatea fizică și impactul tactic, atunci când au loc mai multe infracțiuni în același timp
- ia măsuri disciplinare împotriva jucătorilor vinovați de infracțiuni sancționabile cu avertisment și eliminare
- are autoritatea de a lua măsuri disciplinare de la intrarea pe terenul de joc pentru inspecția dinaintea meciului până la părăsirea terenului de joc după terminarea meciului (inclusiv loviturile de la punctul de pedeapsă). Dacă, înainte de a intra pe terenul de joc la începutul meciului, un jucător comite o infracțiune de eliminare, arbitrul are autoritatea de a-l împiedica pe jucător să ia parte la meci (a se vedea Legea 3.6); arbitrul va raporta orice altă abatere
- are puterea de a arăta cartonașe galbene sau roșii și, în cazul în care regulile competiției o permit, de a elimina temporar un jucător, de la intrarea pe terenul de joc la începutul meciului și până după terminarea acestuia, inclusiv în timpul pauzei, al prelungirilor și al loviturilor de la punctul de pedeapsă
- ia măsuri împotriva oficialilor de echipă care nu acționează într-un mod responsabil și avertizează verbal, arată un cartonaș galben sau un cartonaș roșu pentru o eliminare de pe terenul de joc și din împrejurimile sale imediate, inclusiv din zona tehnică; dacă cel care a săvârșit infracțiunea nu poate fi identificat, antrenorul principal prezent în zona tehnică va primi sancțiunea. Un oficial medical al echipei care comite o infracțiune de eliminare poate rămâne dacă echipa nu are altă persoană medicală disponibilă și acționează dacă un jucător are nevoie de asistență medicală
- acționează la sfatul celorlalți oficiali de meci cu privire la incidentele pe care arbitrul nu le-a văzut

...precum și alte atribuții și competențe descrise pe larg în Legea 5 din Legile Jocului, în conformitate cu actualizările actuale.

## Reglementare
Arbitrii și arbitrii asistenți sunt reglementați la nivel național. FIFA cere ca fiecare organizație națională să înființeze o comisie de arbitri compusă din foști oficiali care are autoritate asupra arbitrajului pe teritoriul respectiv. FIFA impune, de asemenea, ca arbitrii să treacă teste care să demonstreze o condiție fizică suficientă și cunoștințe suficiente ale Legilor Jocului, precum și un examen medical anual. În general, arbitrilor li se cere să aibă o experiență mai mare pentru a oficia meciuri de nivel superior. Cei mai de elită oficiali, cei cărora li se permite să oficieze meciuri internaționale, sunt înscriși pe Lista arbitrilor internaționali FIFA.

## Echipament

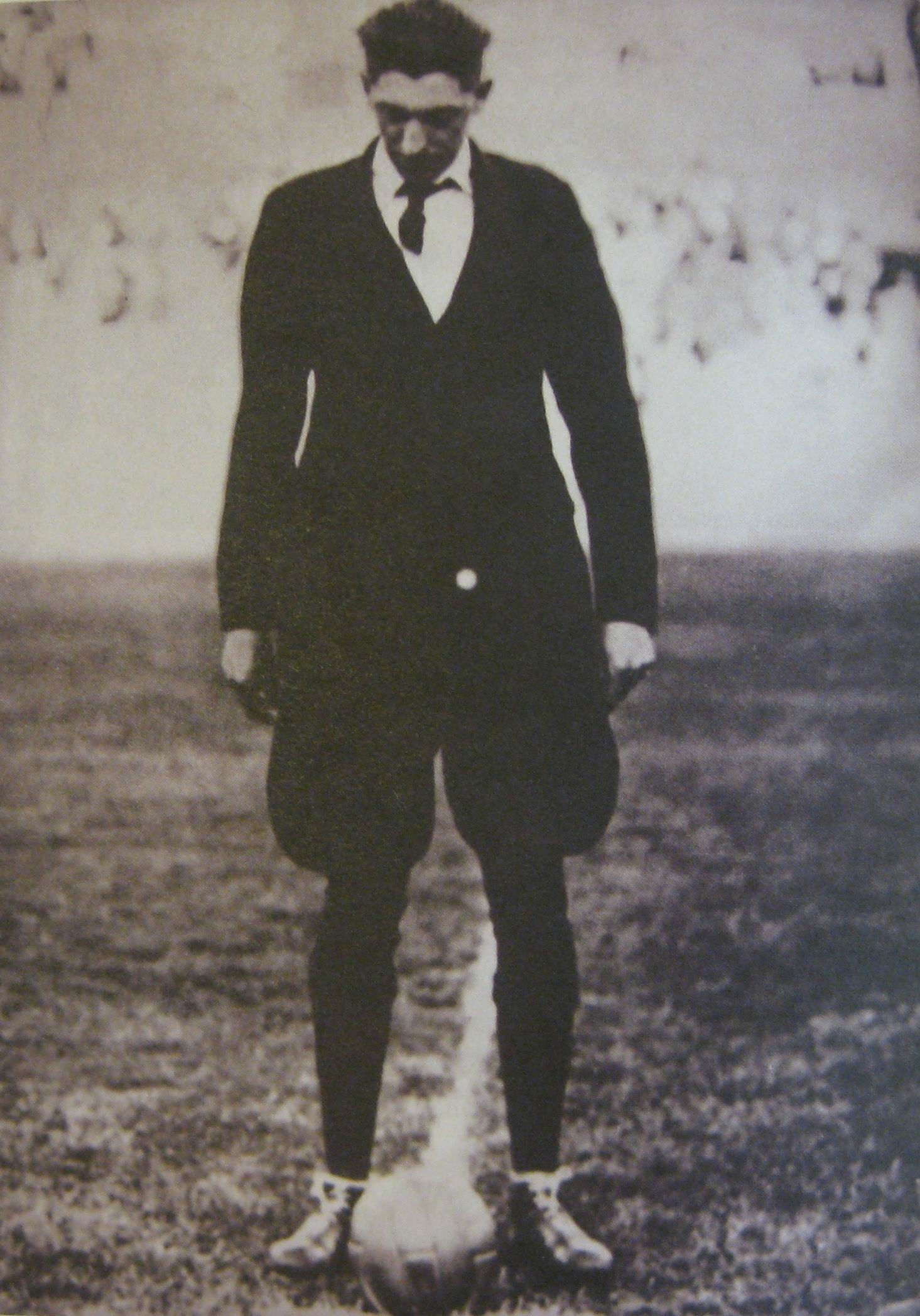
John Langenus a arbitrat prima finală a Campionatului Mondial de Fotbal, în 1930

Arbitrii poartă un echipament care îi deosebește de jucători. De obicei, acesta cuprinde un tricou de o culoare diferită de cea a jucătorilor din ambele echipe.
La începutul secolului al XX-lea, arbitrii purtau un blazer, mai degrabă decât un tricou similar cu cel al jucătorilor. În mod tradițional, această uniformă era aproape întotdeauna neagră, cu excepția cazului în care una dintre echipe purta un tricou foarte închis la culoare, caz în care arbitrul purta o altă culoare (de obicei roșu) pentru a se distinge de ambele echipe.
La Campionatul Mondial de Fotbal 1994, au fost introduse noi tricouri care ofereau arbitrilor posibilitatea de a alege între bordo, galben sau alb și, în același timp, la crearea Premier League în Anglia, arbitrii au purtat tricouri verzi: ambele schimbări au fost motivate de considerente legate de televiziune. De atunci, majoritatea arbitrilor poartă fie galben, fie negru, dar culorile și stilurile adoptate de fiecare asociație în parte variază foarte mult. Pentru competițiile internaționale sub jurisdicția FIFA, se poartă uniforme Adidas, deoarece Adidas este sponsorul actual. FIFA permite arbitrilor să poarte cinci culori: negru, roșu, galben, verde și albastru. Împreună cu tricoul, arbitrii trebuie să poarte pantaloni scurți negri, ciorapi negri (cu dungi albe în unele cazuri) și încălțăminte neagră. Ecusonul, care afișează nivelul de licență al arbitrului și anul de valabilitate, este adesea fixat în buzunarul stâng de la piept.
Toți arbitrii au asupra lor un fluier, un ceas, cartonașe de penalizare, un portofel de date cu pix și hârtie, precum și o monedă pentru a determina echipa care are de ales între jumătatea de începere și lovitură de începere. Cei mai mulți sunt încurajați să aibă asupra lor mai multe din fiecare, în cazul în care scapă un fluier sau se termină un pix și așa mai departe. Adesea, arbitrii folosesc două ceasuri, astfel încât să poată folosi unul pentru a calcula timpul pierdut pentru opriri, în scopul acordării timpului suplimentar. La cele mai înalte niveluri, arbitrii poartă un radio full duplex cu căști personalizate pentru a comunica cu asistenții lor, iar arbitrii asistenți folosesc steaguri electronice, care trimit un semnal arbitrului atunci când este apăsat un buton. În meciurile cu tehnologia liniei porții, arbitrii vor avea asupra lor un dispozitiv pentru a primi alertele sistemului.

### Fluier
Arbitrii folosesc un fluier pentru a-i ajuta să controleze meciurile. Fluierul este uneori necesar pentru oprirea, începerea sau reluarea jocului, dar nu ar trebui să fie folosit pentru toate opririle, începuturile sau reluările. Documentul FIFA privin Legile Jocului oferă îndrumări cu privire la situațiile în care fluierul trebuie sau nu trebuie folosit. Folosirea excesivă a fluierului este descurajată deoarece, după cum se menționează în Legi, „Un fluier care este folosit prea frecvent, în mod inutil, va avea un impact mai mic atunci când este cu adevărat necesar.” Fluierul este un instrument important pentru arbitru, alături de comunicarea verbală, corporală și vizuală.
Înainte de introducerea fluierului, arbitrii își indicau deciziile fluturând o batistă albă. Fluierele care au fost adoptate pentru prima dată de arbitri au fost fabricate de Joseph Hudson la Mills Munitions din Birmingham, Anglia. Se afirmă frecvent că fluierul arbitrului a fost folosit pentru prima dată la un meci dintre Nottingham Forest și Sheffield Norfolk în 1878; cu toate acestea, ultimul meci de acest fel despre care se știe că a avut loc între cele două cluburi a fost în 1874. Cartea de conturi a Nottingham Forest din 1872 aparent a înregistrat achiziționarea unui „fluier de arbitru”, iar în 1928 un articol al lui R M Ruck despre zilele sale de joc la începutul anilor 1870 se referea la utilizarea unui fluier de către arbitri pentru a indica o abatere.
Fluierul nu a fost menționat în Legile Jocului până în 1936, când o decizie a IFAB a fost adăugată ca notă de subsol (b) la Legea 2, precizând: „Controlul unui arbitru asupra jucătorilor pentru conduită necorespunzătoare sau comportament nepoliticos începe din momentul în care intră pe terenul de joc, dar jurisdicția sa în legătură cu Legile Jocului începe din momentul în care fluieră pentru ca jocul să înceapă.”
În 2007, când IFAB a extins foarte mult Legile jocului, a devenit disponibilă o secțiune de Instrucțiuni suplimentare, care este o pagină întreagă de sfaturi cu privire la modul și momentul în care fluierul ar trebui să fie utilizat ca mecanism de comunicare și control de către arbitru.

## Istoric
Arbitrii în fotbal au fost descriși pentru prima dată de Richard Mulcaster în 1581. În această descriere a „foteball-ului”, el susține utilizarea unui „judecător peste părți”. În epoca modernă, arbitrii sunt preconizați pentru prima dată în meciurile de fotbal ale școlilor publice engleze, în special la Eton în 1845. Un raport de meci din Rochdale din 1842 arată utilizarea lor într-un meci de fotbal între Bodyguards Club și Fearnought Club.
În primii ani ai sportului codificat, se presupunea că disputele puteau fi soluționate în mod adecvat prin discuții între jucători amabili care nu ar fi comis niciodată în mod deliberat un fault. Cu toate acestea, pe măsură ce jocul a devenit mai competitiv, nevoia de oficiali a crescut. Inițial, existau doi arbitri, câte unul pentru fiecare echipă, la care se putea apela, cronometristul jocului fiind „sesizat” în cazul în care arbitrii nu se puneau de acord.
Promovarea arbitrilor în poziția dominantă pe care o ocupă astăzi și reformarea arbitrilor în rolul de tușieri au avut loc ca parte a unei restructurări majore a legilor în 1891.

## Poziționare și responsabilități

Diagrama sistemului diagonal de control care arată traseele arbitrului (R) și ale arbitrilor asistenți (AR)

Sistemul predominant de poziționare și de împărțire a responsabilităților utilizat de oficialii meciurilor de fotbal din întreaga lume este cunoscut sub numele de Sistem diagonal de control (DSC).
Arbitrul are autoritate decizională finală în toate chestiunile. Arbitrul este asistat de doi arbitri asistenți care îl ajută pe arbitru. Decizia unui arbitru asistent este pusă în aplicare numai dacă arbitrul acceptă hotărârea respectivă, iar arbitrul are autoritatea de a anula unilateral hotărârea unui arbitru asistent. Arbitrul este singurul oficial împuternicit să înceapă și să oprească jocul și să aplice măsuri disciplinare precum avertismente sau eliminări.
Cei doi arbitri asistenți sunt instruiți de arbitru să patruleze fiecare jumătate a unei singure linii de margine pe părți opuse ale terenului. De exemplu, pe un teren orientat nord-sud, un arbitru asistent (AR) va parcurge linia de margine estică de la linia de poartă nordică până la linia mediană, în timp ce celălalt arbitru asistent va parcurge linia de margine vestică de la linia de poartă sudică până la linia mediană. În general, sarcinile arbitrilor asistenți ar consta în a indica (cu ajutorul steagurilor) dacă în jumătatea lor de teren a avut loc un ofsaid, dacă o minge a părăsit terenul de joc și dacă un fault a fost comis în afara vederii arbitrului (de obicei în cadranul lor de teren). În general, arbitrii se vor poziționa în linie fie cu penultimul adversar, fie cu mingea - oricare este mai aproape de linia porții - pentru a judeca mai bine infracțiunile de ofsaid. Cu toate acestea, arbitrul asistent va avea o poziționare specifică în ceea ce privește loviturile de colț, loviturile de pedeapsă și aruncările de la margine.
Arbitrul patrulează pe toată lungimea terenului pentru a acoperi terenul nesupravegheat de cei doi asistenți ai săi, alergând în general în diagonală dinspre cvadrantul de sud-est al terenului spre cvadrantul de nord-vest; de aici și termenul de „sistem diagonal de control” (DSC). Acest model nu este un traseu specific, ci o orientare generală care trebuie modificată în funcție de stilul de joc, natura jocului, locul de desfășurare a jocului la un moment dat etc. În unele cazuri, arbitrul poate chiar să iasă de pe teren dacă acest lucru îl ajută în luarea deciziilor. Ideea principală este că arbitrul și asistenții care utilizează DSC ar trebui să se poată poziționa rapid și ușor pentru a observa aspectele importante ale jocului (ofsaid, mingea în joc sau în afara jocului, ocazii de gol, intervenții pentru câștigarea mingii) din mai multe unghiuri și cu mai multe seturi de ochi.
Descrierea de mai sus se referă la un sistem de control în diagonala stângă, cunoscut sub numele de „alergare la stânga” sau „diagonală standard”. Dacă, înainte de meci, arbitrul de centru de pe acest teren decide să ruleze de la sud-vest la nord-est, atunci asistenții trebuie să se poziționeze în consecință, iar rezultatul va fi un sistem de control în diagonală la dreapta, denumit și „aleargă la dreapta” sau „diagonală inversă”.
Implementarea sa ca practică standard pentru arbitri este atribuită lui Stanley Rous, fost arbitru și președinte al FIFA din 1961 până în 1974.

## Alte sisteme de control
În timp ce Legile Jocului prevăd un singur arbitru cu asistenți, așa cum este descris mai sus, alte sisteme sunt utilizate în mod experimental sau explicit de unele organizații de conducere neafiliate FIFA.

### Sistem dual (doi arbitri)
Sistemul dual are doi arbitri fără asistenți[1]. Sistemul este utilizat în unele meciuri jucate conform regulilor Federației Naționale a Asociațiilor de Stat ale Liceelor (NFHS) din Statele Unite și în alte meciuri de tineret sau amatori. Ambii arbitri au autoritate egală, iar decizia unui arbitru este obligatorie pentru celălalt. Fiecare arbitru este responsabil în primul rând de o anumită zonă a terenului, similară cu cea a arbitrilor asistenți din sistemul diagonal, cu excepția faptului că arbitrilor li se permite și sunt încurajați să se îndepărteze de linia de margine și să intre pe teren, în special atunci când jocul se apropie de linia porții. La fel ca arbitrii asistenți din sistemul diagonal, fiecare arbitru este responsabil de patrularea unei linii de margine și a unei linii de poartă și de determinarea posesiei pentru reluarea jocului în cazul în care mingea iese din joc pe oricare dintre cele două limite.
Poziționarea în sistemul dual este similară cu cea utilizată de oficialii din baschet: fiecare arbitru este numit „conducător” sau „urmăritor”, în funcție de direcția atacului. În cazul în care atacul este îndreptat împotriva porții din dreapta arbitrului (atunci când se confruntă cu terenul de la linia de margine care i-a fost atribuită), atunci acel arbitru este conducătorul, iar celălalt este urmăritorul. Conducătorul este poziționat înaintea jocului, chiar și cu penultimul apărător, în măsura posibilului, în timp ce arbitrul secund este poziționat în spatele jocului. Ambii sunt responsabili de constatarea faulturilor și a abaterilor și de stabilirea reluării jocului atunci când mingea iese din joc pe una dintre liniile care le sunt atribuite. Având în vedere că conducătorul este într-o poziție mai bună pentru a determina un ofsaid, acesta este responsabil cu semnalarea ofsaidului, în timp ce urmăritorul asigură o supraveghere suplimentară pentru faulturi și abateri în timp ce atenția liderului este concentrată asupra ofsaidului. Atunci când atacul își schimbă direcția, urmăritorul devine conducător și viceversa.

### Sistem dublu dual (3 arbitri)
Sistemul dublu dual utilizează trei arbitri, toți echipați cu fluier, poziționați la fel ca în sistemul tradițional de control în diagonală impus de IFAB. Fiecare arbitru are aceeași autoritate în luarea deciziilor. Este autorizat în Statele Unite pentru meciurile de colegiu și liceu, deși este rar utilizat.